# Raylyn Moore
Raylyn Thyrza Moore (geboren am 5. Januar 1928 in Waynesville, Ohio; gestorben am 27. Februar 2005 in Pacific Grove, Kalifornien) war eine amerikanische Schriftstellerin.

## Leben
Moores Eltern James Byrl Crabbe und Ethelyn Coverston waren beide Lehrer. Sie studierte an der Ohio State University, wo sie 1949 den Bachelor machte, und an der San José State University, wo sie 1971 mit dem Master abschloss.  Sie hatte drei Kinder aus einer ersten Ehe und ein weiteres Kind mit dem Science-Fiction-Autor Ward Moore, den sie 1967 heiratete.
Von 1949 bis 1964 war sie Reporterin bei verschiedenen Zeitungen, von 1966 bis 1968 Redakteur bei Executive Housekeeping und ab 1969 Dozent für kreatives Schreiben am Monterey Peninsula College.
1954 begann sie Kurzgeschichten zu veröffentlichen, als die Erzählung Death Is a Woman in der Zeitschrift Esquire erschien. Ab 1970 wandte sie sich der Science-Fiction zu, 1978 erschien ihr erster und einziger SF-Roman, What Happened to Emily Goode After the Great Exhibition, in der die Protagonistin als Zeitreisende die Weltausstellung 1876 in Philadelphia besucht.
1974 erschien Wonderful Wizard Marvelous Land, eine Studie über Lyman Frank Baums Welt von Oz, die von Richard Carl Tuerk als wegweisend bezeichnet wurde.

## Bibliografie
Romane
- Mock Orange (1968)
- What Happened to Emily Goode After the Great Exhibition (1978)

Sachliteratur
- Wonderful Wizard Marvelous Land (1974)

Kurzgeschichten
- They All Ran After the Farmer’s Wife (1970)
- Out of Control (1970)
- A Different Drummer (1971)
- If Something Begins (1971)
- Lobster Trick (1972)
  - Deutsch: Der Hummer-Trick. 1974.
- Poverello (1973)
- Where Have All the Followers Gone? (1973)
- Trigononomy (1973)
- Thaumaturge (1974)
- Shoes (1974)
- Fun Palace (1975)
- The Milewide Steamroller (1975)
- Valentino, Bogart, Dean and Other Ghosts (1975, mit John Penney)
- Fair Eleanor is Dead (1976)
- A Modular Story (1976)
- The Castle (1976)
- Life Among the Anthropologists (1976)
- Man Volant (1977)
- Strix (1977)
- Getting Back to Before It Began (1977)
- The House Sitters (1977)
  - Deutsch: Die Haushüter. 1981.
- A Certain Slant of Light (1978)
- The Ark Among the Flags (1978)
- The Way Back (1978)
- No Left Turn, No Right Turn, No Thorofare (No Parking, No Backing up) (1978)
- Standoff (1979)
- The Recycling of Ardella Rudneff (1980)
- Falling (1980)
  - Deutsch: Fallen. 1983.
- Running Easy in the Dream of Wilderness (1983)
  - Deutsch: Wildnistraum. 1984.